# Florian Weiss (Journalist)

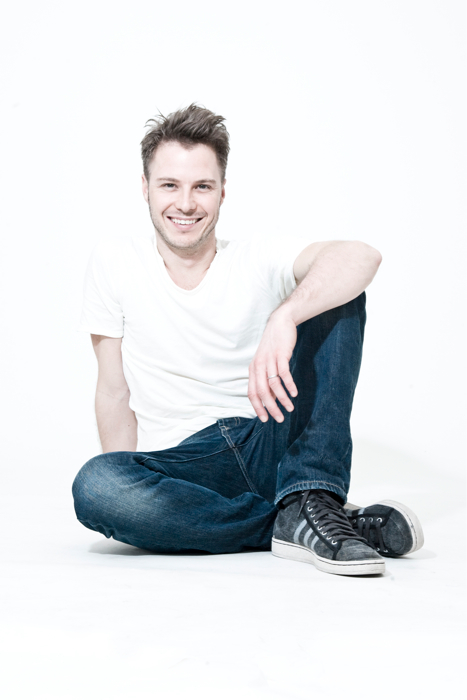
Florian Weiss (2012)

Florian Weiss (eigentlich Florian Weiß; * 11. Dezember 1976 in Ulm) ist ein deutscher Journalist, Hörfunk- und Fernsehmoderator.

## Leben
Weiss machte nach Abitur und Zivildienst 1996 erste Radioerfahrungen bei Radio 7 in Ulm. Dort wurde er als freier Redakteur und Reporter beschäftigt, arbeitete nebenbei in Plattenläden und als DJ. 1999 wechselte Weiss zu Antenne Bayern nach München. Dort volontierte er und moderierte Sendungen wie Die jungen Wilden, Guten Morgen Bayern, Antenne Bayern am Abend sowie die Stefan Meixner Show gemeinsam mit Stefan Meixner. 
Von September 2019 bis September 2021 moderierte er "Das Antenne Bayern Sonntagsfrühstück". Der wöchentliche Talk wurde sonntags von 9.00 bis 12 Uhr auf den Frequenzen von Antenne Bayern gesendet. Seine Nachfolgerin ist Kathrin Müller-Hohenstein. 
Seit Januar 2021 ist Weiss einer der Hauptmoderatoren der ZDF-Vormittagssendung Volle Kanne – Service täglich. Bereits seit 2006 präsentierte er in dieser Sendung die Rubrik „Besserwisser“, in der er Alltagsphänomene erklärte. Im September 2010 zog er als Reporter für eine Woche in das Alten- und Pflegeheim Elisabethenhaus in Ulm, um sich der Frage zu widmen, ab welchem Zeitpunkt Menschen nach eigenem Empfinden „alt“ sind. Seine Reportage Alt sein für 5 Tage wurde im Dezember 2010 im ZDF-Magazin Volle Kanne ausgestrahlt und von einem Online-Tagebuch begleitet. Es folgten weitere dokumentarische Projekte. Im Jahr 2012 sendete das ZDF seine dreiteilige Dokumentation über das Kinderhaus Atemreich in München.
Von 2015 bis 2021 präsentierte Weiss zudem das ZDF-Magazin Leute heute vertretungsweise.
Weiss moderierte am 15. Oktober 2011 einen Weltrekord für das Guinness-Buch der Rekorde in der Münchner Olympiahalle. Vor 6.500 Besuchern und unter der Leitung des gebürtigen Nigerianers und Dirigenten Mano Ezoh trat der größte Gospelchor der Welt auf.
Am 7. September 2017 kommentierte Weiss, gemeinsam mit Elke Wiswedel, den in der Elbphilharmonie Hamburg von Barbara Schöneberger moderierten Deutschen Radiopreis live im Radio.

## Trivia
In der zweiten Staffel der Ermittler-Pseudo-Doku Lenßen & Partner trat Weiss als er selbst auf. In der Folge „Der kastrierte Moderator“ spielte er das Opfer.

## Privates
Von 2014 bis 2016 war Florian Weiss mit seiner früheren Kollegin Kristina Hartmann verheiratet. Mitte Juli 2022 heiratete er die Mentaltrainerin Caroline Coucou. Das Paar hat eine Tochter (* 2022) und lebt im Düsseldorfer Umland. Mittlerweile hat er zwei Töchter.